# Ministre de Londres
Le ministre de Londres (Minister for London) est un poste ministériel du gouvernement du Royaume-Uni au sein du ministère du Logement, des Communautés et des Collectivités locales. Le titulaire du poste est responsable de la politique relative à Londres, y compris l'information des parlementaires de la Chambre des communes sur les activités de la Greater London Authority.
Le rôle est actuellement occupé par le ministre Greg Hands, qui a été nommé le 13 novembre 2023.

## Historique
Londres était sous l'autorité du London County Council, puis du Greater London Council, mais Margaret Thatcher a aboli le GLC en 1986 après des affrontements avec son chef, Ken Livingstone. La plupart des pouvoirs municipaux ont ensuite été transférés aux 32 borough. Sous John Major, le besoin d'une organisation plus centralisée a été comblé par une série de reformes. John Gummer a été nommé ministre de Londres en même temps que secrétaire d'État à l'Environnement et en 1994, le Bureau du gouvernement de Londres a été créé. Après l'entrée en fonction de Tony Blair, le gouvernement travailliste a mis en place un maire de Londres élus. Ce bureau, avec une Greater London Authority reconstituée, a travaillé avec le Ministre et le Bureau du Gouvernement.
Le poste a été abandonné par David Cameron après son arrivée au pouvoir en 2010. Cependant, en 2016, le poste a été relancé par Theresa May et a été attribué à Gavin Barwell.

## Liste des ministres pour Londres
| Portrait           | Portrait           | Nom                                             | Mandat           | Mandat           | Fonction exercée simultanément                                                                          | Parti politique | Premier ministre                                 | Premier ministre     |
| ------------------ | ------------------ | ----------------------------------------------- | ---------------- | ---------------- | --- | --------------- | ------------------------------------------------ | -------------------- |
|                    |                    | John Gummer MP pour Suffolk Coastal             | 1994             | 2 mai 1997       | – Secrétaire d'État à l'environnement                                                                   | Conservateur    |                                                  | John Major           |
|                    |                    | Nick Raynsford MP pour Greenwich and Woolwich   | 2 mai 1997       | 29 juillet 1999  | – Sous-secrétaire d'État parlementaire aux régions                                                      | Travailliste    |                                                  | Tony Blair           |
|                    |                    | Keith Hill MP pour Streatham                    | 29 juillet 1999  | 7 juin 2001      | – Sous-secrétaire d'État parlementaire aux transports                                                   | Travailliste    |                                                  | Tony Blair           |
|                    |                    | Nick Raynsford MP pour Greenwich and Woolwich   | 7 juin 2001      | 12 mars 2003     | – Ministre d’État chargé des collectivités locales et régionales                                        | Travailliste    |                                                  | Tony Blair           |
|                    |                    | Tony McNulty MP pour Harrow East                | 12 mars 2003     | 13 juin 2003     | – Sous-secrétaire d'État parlementaire aux transports                                                   | Travailliste    |                                                  | Tony Blair           |
|                    |                    | Keith Hill MP pour Streatham                    | 13 juin 2003     | 6 mai 2005       | – Ministre d'État au logement et à l'aménagement du territoire                                          | Travailliste    |                                                  | Tony Blair           |
|                    |                    | Jim Fitzpatrick MP pour Poplar and Canning Town | 6 mai 2005       | 28 juin 2007     | – Sous-secrétaire d'État parlementaire au développement international                                   | Travailliste    |                                                  | Tony Blair           |
|                    |                    | Tessa Jowell MP pour Dulwich and West Norwood   | 28 juin 2007     | 3 octobre 2008   | – Ministre des Jeux olympiques – Paymaster General                                                      | Travailliste    |                                                  | Gordon Brown         |
|                    |                    | Tony McNulty MP for Harrow East                 | 3 octobre 2008   | 5 juin 2009      | – Ministre d'État chargé de la réforme de l'emploi et de la protection sociale                          | Travailliste    |                                                  | Gordon Brown         |
|                    |                    | Tessa Jowell MP pour Dulwich and West Norwood   | 5 juin 2009      | 11 mai 2010      | – Paymaster General – Ministre des Jeux olympiques – Ministre du Cabinet                                | Travailliste    |                                                  | Gordon Brown         |
| Office non utilisé | Office non utilisé | Office non utilisé                              | 11 mai 2010      | 17 juillet 2016  | |                 |                                                  | David Cameron (I·II) |
|                    |                    | Gavin Barwell MP pour Croydon Central           | 17 juillet 2016  | 9 juin 2017      | – Ministre d'État au logement et à l'aménagement du territoire                                          | Conservateur    |                                                  | Theresa May (I)      |
|                    |                    | Greg Hands MP pour Chelsea and Fulham           | 13 June 2017     | 9 January 2018   | – Ministre d'État au commerce et à l'investissement                                                     | Conservateur    |                                                  | Theresa May (II)     |
|                    |                    | Jo Johnson MP pour Orpington                    | 9 janvier 2018   | 9 novembre 2018  | – Ministre d'État aux Transports                                                                        | Conservateur    |                                                  | Theresa May (II)     |
|                    |                    | Nick Hurd MP pour Ruislip, Northwood and Pinner | 14 novembre 2018 | 18 décembre 2019 | – Ministre de la police et des pompiers                                                                 | Conservateur    |                                                  | Theresa May (II)     |
| Boris Johnson (I)  |                    | Nick Hurd MP pour Ruislip, Northwood and Pinner | 14 novembre 2018 | 18 décembre 2019 | – Ministre de la police et des pompiers                                                                 | Conservateur    |                                                  |                      |
|                    |                    | Chris Philp MP pour Croydon South               | 18 décembre 2019 | 13 février 2020  | – Sous-secrétaire d'État parlementaire à la Justice                                                     | Conservateur    |                                                  | Boris Johnson (II)   |
|                    |                    | Paul Scully MP pour Sutton and Cheam            | 13 février 2020  | 13 novembre 2023 | – Sous-secrétaire d'État parlementaire chargée de la stratégie commerciale, énergétique et industrielle | Conservateur    | Boris Johnson (II) Liz Truss (I) Rishi Sunak (I) |                      |
|                    |                    | Greg Hands MP pour Chelsea and Fulham           | 13 novembre 2023 | Titulaire        | – Ministre d'État à la Politique commerciale                                                            | Conservateur    | Rishi Sunak (I)                                  |                      |

## Ministre de l'ombre
Le poste de ministre de l'ombre pour Londres a été conservé par les travaillistes sous la direction d'Ed Miliband, et a été occupé par Sadiq Khan tout au long de la direction de Miliband. Cependant, depuis la nomination de Khan comme candidat du Labour à la mairie de Londres et la direction de Jeremy Corbyn, l'office est resté vacant.